# San Antonio la Galera
San Antonio la Galera är en ort i Mexiko.   Den ligger i kommunen Huimilpan och delstaten Querétaro Arteaga, i den centrala delen av landet, 170 km nordväst om huvudstaden Mexico City. San Antonio la Galera ligger 1 936 meter över havet och antalet invånare är 993.
Terrängen runt San Antonio la Galera är platt åt nordost, men åt sydväst är den kuperad. Runt San Antonio la Galera är det ganska tätbefolkat, med 222 invånare per kvadratkilometer. Närmaste större samhälle är Santiago de Querétaro, 17,1 km väster om San Antonio la Galera. Trakten runt San Antonio la Galera består till största delen av jordbruksmark.